# Storena semiflava
Storena semiflava là một loài nhện trong họ Zodariidae.
Loài này thuộc chi Storena. Storena semiflava được Eugène Simon miêu tả năm 1893.